# Trevor Allan
Trevor Allan (Maitland, 17 agosto 1955) è un ex tennista e allenatore di tennis australiano naturalizzato francese.

## Carriera
Ha raggiunto la cinquantasettesima posizione mondiale nel luglio 1984 grazie ad una serie di piazzamenti nel circuito Challenger e alle semifinali raggiunte sulla terra rossa di Aix-en-Provence e Gstaad. Nei tornei dello Slam ha giocato il secondo turno del Roland Garros nel 1983 e 1985 mentre sia a Wimbledon che in Australia è stato sconfitto agli esordi.
Terminata la carriera agonistica ha allenato per due anni il connazionale Arnaud Clément.